# 明 (佛教)
明（羅馬化：vidyā），佛教術語，意指智慧、知識，其相反詞為無明。在古印度，明有很多個意思：它包括 1.知識、2.智慧之意，也可以用來指某種特別技術、科學知識、學問，對於神祕力量的學問也稱為明，如咒語、占星等。

## 字源
梵文動詞विद्या（vidyā），意為看到，知道。這個單字源自於原始印歐語字根 *weid-，意為看到，或知道。與拉丁文動詞 vidēre（看到，衍生有英文单词video等），或英文動詞wit有相同來源。

## 佛教
在佛教中，明，是指對於四聖諦產生知識之後，獲得的智慧。對於四聖諦的無知，則產生無明。
阿羅漢的三種能力，包括天眼明，宿命明，漏盡明，稱為三明；佛陀擁有三明的究竟能力，在十號中，有明行足一稱，义爲三明六通圆满具足。但因為明這個單字，在古印度中有多種意義，為避免混淆，佛教在提到出世智慧時，通常稱為覺（bodhi）、般若（paññā）或智（jñāna），較少稱為“明”。
在古印度中，所謂的明，除了智慧之外，也包括了許多世間的學問，咒術，星相，醫術，預言等。根據律藏，在明（vidya）之中，有被釋迦牟尼肯定的明，也有被否定的明。被否定的明，被稱為徒勞無益之明（tiracchāna-vijja）。這些徒勞無益之明（tiracchāna-vijja），包括學習咒術、護摩、占星、醫術、政治等等，釋迦牟尼認為這些不是佛教出家眾應該學習的。
在大乘佛教中，鼓勵信徒學習五明，也就是聲明、因明、工巧明、醫方明、內明五種學問。此外，「大明」，也可指如來大光明藏，大光明藏的大明咒能照破所有一切的黑暗。在密宗裏，除了崇拜明王之外，也以誦唸明咒作為口密。